# OGLE-TR-10
OGLE-TR-10 è una stella lontana circa 5 000 anni luce situata vicino al Centro della Via Lattea. Appartiene alla costellazione del Sagittario. La stella è catalogata come una Stella variabile con un'eclissi dovuta al passaggio del pianeta nella sua orbita.

## Sistema planetario
Attorno a questa stella è stato scoperto nel 2002 il pianeta transitante OGLE-TR-10 b grazie al Optical Gravitational Lensing Experiment organizzato dall'Università di Varsavia